# Чена (приток Тананы)
Чена (англ. Chena River) — река в штате Аляска, США. Правый приток реки Танана. Длина реки составляет около 160 км.
Берёт начало в Белых горах слиянием северной и западной составляющих. Высота истока — 307 м над уровнем моря. Течёт в южном направлении и впадает в Танану. Высота устья — 129 м над уровнем моря.
В 40 милях вверх по течению находится плотина, которая включает в себя станцию для подсчёта популяции рыб и др. В верхнем течении река протекает через парк штата «Chena River State Recreation Area».